# Helen Langdon
Helen Langdon est une historienne de l'art britannique, née en 1943 dans le Yorkshire. 
Spécialiste de l'art baroque en Italie, elle écrit notamment des ouvrages de référence sur le peintre Caravage, ainsi que sur Salvator Rosa, Claude Lorrain ou encore Hans Holbein.
Elle est directrice adjointe de la British School at Rome de 2010 jusqu'à son départ à la retraite.